# 1666 en France
Chronologie de la France
- 1662
- 1663
- 1664
- 1665
- 1666
- 1667
- 1668
- 1669
- 1670

Cette page concerne l’année 1666 du calendrier grégorien.

## Événements
- 20 janvier : mort de la reine mère Anne d’Autriche d’un cancer du sein[1].
- 22 janvier : Saint-Germain-en-Laye devient la résidence principale du roi (fin le 20 avril 1682)[2].
- 26 janvier : la France déclare la guerre à l’Angleterre, alors en conflit avec les Provinces-Unies[3].

- 6 mars : départ de la première promotion de l’Académie de France à Rome, créée par Jean-Baptiste Colbert[4]. Les peintres français passent un concours pour résider comme stagiaire rétribués à l’Académie française de Rome.
- 21 et 24 mars : Bossuet prêche le Carême dans la chapelle de Saint-Germain devant Louis XIV[1].
- 22 mars : le Conseil du roi décide une grande « recherche de noblesse » (fin en 1674). Le roi contrôle rigoureusement l’accès à la noblesse et vend des offices anoblissant[5].
- 25 mars : début de la construction par François Blondel de la corderie de l’arsenal de Rochefort, à l’emplacement d’un château et d’un marais près de l’embouchure de la Charente, par Colbert de Terron[6] suivant le souhait de Louis XIV pour développer la marine royale qui était alors très réduite[7]. La manufacture royale cessera son activité en 1862.
- Création de l'arsenal de Bayonne par Colbert, qui constitue avec Rochefort, l'un des deux seuls arsenaux du roi au sud de Brest. Il reste en activité jusqu'en 1836.

- 2 avril : déclaration du roi restreignant la liberté de culte public et les droits civiques et sociaux des Protestants[8]. Pierre Bernard, conseiller au présidial de Béziers, hostile aux huguenots, publie cette même année l’Explication de l’édit de Nantes, qui remet en question l’article 27 de l’édit de Nantes qui déclare les Protestants « capables de tenir et exercer tous états, dignités, offices et charges publiques quelconques royales, seigneuriales, ou des villes de notre royaume »[9].
- 16 avril : l’assemblée du clergé réunie à Paris accorde au roi un « don gratuit » de 2,4 millions de livres[10]

- 13 mai : le Maistre de Sacy est incarcéré à la Bastille pour jansénisme (fin le 31 octobre 1668)[11].

- 24 juin : ordonnance royale qui autorise la Compagnie des Indes orientales à s’installer à Port-Louis et les rives du Scorff, sur la presqu’île du Faouëdic. Le 31 août, Denis Langlois, alors directeur général de la Compagnie des Indes, fait procéder aux premiers actes d’arpentage. Ces dates sont considérées comme l’acte de fondation de la ville de Lorient[12].

- 29 juillet : la pose de la première pierre du môle Saint-Louis marque le début de la construction du port de Sète[13].

- 23 août : à Vincennes, le roi signe une déclaration ordonnant la tenue d’une chambre des Grands Jours au Puy-en-Velay pour juger les crimes commis dans les provinces de Vivarais, Velay, Gévaudan, haut et bas-Languedoc, Quercy et Rouergue, et autres du ressort du parlement de Toulouse le 25 septembre[14],[15]. La Cour des Grands Jours est tenue au Puy du 6 octobre au 27 novembre suivant puis à Nîmes du 6 décembre au 28 février 1667[16].

- Sècheresse estivale[17].

- 10 septembre : vendanges précoces à Dijon[18].

- 14 octobre : édit pour l’aménagement du canal des Deux-Mers[19].
- 28 octobre : mise en place d’un Conseil de police à l’hôtel Séguier, qui aboutit à la création de la charge de lieutenant-général de police (fin le 10 février 1667)[20].

- Novembre : édit exemptant de taille pendant cinq ans ceux qui se marient avant vingt ans et pendant quatre ans ceux qui se marient avant vingt et un ans ; il exempte pour la vie ceux qui ont dix enfants vivant. L’édit est révoqué le 13 janvier 1685[21].

- 1er décembre : Colbert obtient de Louis XIV l'autorisation de supprimer dix-sept fêtes religieuses chômées[22] Il dénonce « des hommes grossiers qui donnent ordinairement à la débauche et au désordre ces jours destinés à la piété et aux bonnes œuvres ».
- 22 décembre : séance inaugurale de l’Académie des sciences, créée par Colbert sur le modèle de la Royal Society[23].